# Bredagölen (Lösens socken, Blekinge)
Bredagölen är en sjö i Karlskrona kommun i Blekinge och ingår i Bruatorpsån-Lyckebyåns huvudavrinningsområde. Sjön har en area på 0,0587 kvadratkilometer och ligger 65,6 meter över havet.

## Delavrinningsområde
Bredagölen ingår i det delavrinningsområde (622768-149872) som SMHI kallar för Mynnar i havet. Medelhöjden är 52 meter över havet och ytan är 63,68 kvadratkilometer. Det finns inga avrinningsområden uppströms utan avrinningsområdet är högsta punkten. Avrinningsområdets utflöde Åbyån mynnar i havet. Avrinningsområdet består mestadels av skog (64 procent) och jordbruk (20 procent). Avrinningsområdet har 0,06 kvadratkilometer vattenytor vilket ger det en sjöprocent på 0,1 procent. Bebyggelsen i området täcker en yta av 2,28 kvadratkilometer eller 4 procent av avrinningsområdet.